# Raitbach (Schopfheim)
Raitbach ist ein Stadtteil von Schopfheim im baden-württembergischen Landkreis Lörrach.

## Geographie
Die Streusiedlung Raitbach liegt am Südhang der etwa 993 m (ü. NN.) Hohen Möhr, nordöstlich des Kernbereichs von Schopfheim, und umfasst neben dem Dorfkern auch die Wohnplätze Scheuermatt, Kehrengraben, Steinighof, Sattelhof, Schweigmatt sowie im Tal die Siedlung Raitbach am Bahnhof. Außerdem gehörten zu Raitbach die Wüstungen Steineck und Eichenbrunnen. Raitbach grenzt im Westen an Hausen im Wiesental und im Norden an Zell im Wiesental.

## Nachbargemeinden Raitbach
| Hausen                             | Zell Riedichen (Stadtteil von Zell)         | Gersbach (Stadtteil von Schopfheim) |
|                                    | Kompassrose, die auf Nachbargemeinden zeigt | Hasel                               |
| Fahrnau (Stadtteil von Schopfheim) |                                             | Kürnberg (Stadtteil von Schopfheim) |

## Geschichte
Als erste urkundliche Erwähnung Raitbachs (als „Raitenbuch“) wird oft die Schenkung des Edelherren Walcho von Waldeck an das Kloster St. Blasien im Jahr 1113 angegeben. Allerdings erscheint der Name auch, gemeinsam mit Fahrnau, in einer zwischen 1086 und 1108 datierten Schenkung. Umstritten ist, ob dies als urkundliche Erwähnung gelten kann.
Im Jahr 1400 verkaufte Anna von Klingenberg, die Witwe des Ritters Rudolf von Schönau den Ort an den Markgrafen Rudolf III. von Hachberg-Sausenberg. Um das Jahr 1500 wurde Raitbach erstmals als Vogtei bezeichnet.
Am 1. Januar 1973 wurde Raitbach in die Stadt Schopfheim eingemeindet.

## Wappen
Raitbach führte bis zur Eingemeindung in die Stadt Schopfheim kein eigenes Wappen, aber ein Siegelbild mit den Buchstaben R und B links und rechts einer Tanne. Das Raitbacher Ortswappen, welches erst 1976 vom Generallandesarchiv entworfen wurde, ist in einem Goldton gehalten und zeigt eine grüne Tanne auf einem grünen Schildfuß, die links und rechts von den schwarzen Buchstaben R bzw. B eingerahmt wird.

## Kultur und Sehenswürdigkeiten
- Burgruine „Turmhölzle“ (vermutlich im 12. oder 13. Jahrhundert errichtet)
- Burgruine „Burgholz“ (wahrscheinlich Mitte des 13. Jahrhunderts erbaut)
- Spuren von frühneuzeitlichen Schanzen (Bauernkriege/Dreißigjähriger Krieg – siehe auch Barocke Verteidigungsanlagen im Schwarzwald)
- Sandsteinkreuz (Richtkreuz) an der Gemarkungsgrenze zu Zell im Wiesental (frühere Grenze zwischen der Markgrafschaft Baden und Vorderösterreich)
- Aussichtsturm Hohe Möhr, erbaut 1893, auf der Hohen Möhr